# Лященко Микола Григорович
Микола Григорович Лященко (16 травня 1910, станція Зіма Іркутської губернії, тепер місто Зіма Іркутської області, Російська Федерація — 10 жовтня 2000, місто Москва) —  радянський воєначальник, генерал армії (19.02.1968), Герой Радянського Союзу (4.10.1990). Член Бюро ЦК КП Узбекистану в 1966—1971 роках, член Бюро ЦК КП Казахстану в 1971—1976 роках. Кандидат у члени ЦК КПРС у 1966—1971 роках. Член ЦК КПРС у 1971—1981 роках. Депутат Верховної Ради СРСР 7—9-го скликань.

## Життєпис
Народився в родині засланця родом із України. Ще до 1917 року разом із родиною переїхав до Киргизії в місто Пржевальськ (тепер Каракол).
З 1919 року працював конюхом, наїзником, молотобійцем, помічником коваля на Урюктинському кінному заводі, з 1925 року — ковалем села Сазановка Іссик-Кульського району. Закінчив вечірню школу. З 1927 року працював головою волосного комітету профспілки сільськогосподарських робітників в селі Ананьєво Киргизької АРСР. З 1928 по вересень 1929 року — член профкому, голова заводського комітету Урюктинського кінного заводу в місті Караколі. З лютого 1929 року — інструктор профспілкового комітету сільськогосподарських робітників в селі Сазановка Киргизької РСР, інструктор районного відділення профспілки сільськогосподарських робітників в місті Караколі.
У жовтні 1929 року добровільно вступив до Червоної армії.
Член ВКП(б) з 1931 року.
У 1932 році закінчив Об'єднану Середньоазіатську військову школу імені Леніна в Ташкенті. У період навчання в складі зведених курсантських загонів неодноразово брав участь в бойових операціях проти басмацтва в Середній Азії. За відзнаку в боях нагороджений іменною зброєю.
З 1932 року служив у 217-му стрілецькому полку 73-й стрілецької дивізії Сибірського військового округу (Омськ): командир стрілецького взводу, помічник командира і командир стрілецької роти, заступник командира батальйону, начальник команди снайперів, начальник полкової школи молодших командирів.
З травня 1937 року по жовтень 1938 майор Лященко брав участь в Громадянській війні в Іспанії, був військовим радником командирів дивізії і корпусу республіканської армії. Відразу після повернення в СРСР направлений на навчання.
У 1941 році закінчив Військову академію РСЧА імені М. В. Фрунзе.
З травня 1941 року — заступник командира 737-го стрілецького полку 206-ї стрілецької дивізії Одеського військового округу в місті Запоріжжі.
Учасник німецько-радянської війни. З 25 червня 1941 року — командир 2-го запасного стрілецького полку 11-ї стрілецької бригади у місті Дніпропетровську, з 13 липня 1941 року — командир 972-го стрілецького полку 255-ї стрілецької дивізії 11-ї стрілецької бригади.
З 1 лютого 1942 року служив заступником командира 255-ї стрілецької дивізії на Південному фронті. З 7 березня 1942 року — командир 106-ї стрілецької дивізії. Декілька разів потрапляв в оточення. У вересні 1942 року призначений заступником командира 18-ї стрілецької дивізії на Волховському фронті. З 3 березня 1943 року — командир 73-ї окремої морської стрілецької бригади на Ленінградському фронті. З 29 травня 1943 по лютий 1946 року командував 90-ю стрілецькою дивізією в складі 2-ї ударної армії на Ленінградському і 2-му Білоруському фронтах.
У лютому 1948 року закінчив Вищу військову академію імені Ворошилова, а в 1957 і в 1970 роках — Вищі академічні курси при Військовій академії Генерального штабу ЗС СРСР імені Ворошилова.
З травня 1948 року — командир 10-ї механізованої дивізії 39-ї армії в Забайкаллі.
У жовтні 1953 — червні 1956 року — командир 11-го гвардійського стрілецького корпусу Московського військового округу.
У червні 1956 — грудні 1957 року — командир 12-го стрілецького корпусу Північно-Кавказького військового округу.
24 грудня 1957 — листопад 1963 року — 1-й заступник командувача військ Туркестанського військового округу.
У листопаді 1963 — грудні 1965 року — командувач військ Приволзького військового округу.
У грудні 1965 — серпні 1969 року — командувач військ Туркестанського військового округу.
У серпні 1969 — листопаді 1977 року — командувач військ Середньоазіатського військового округу.
З листопада 1977 по травень 1992 року — військовий інспектор-радник Групи генеральних інспекторів Міністерства оборони СРСР. Був членом Головного штабу юнармійського руху в СРСР.
Указом Президента СРСР від 4 жовтня 1990 року за мужність і героїзм, виявлені в боротьбі з німецько-фашистськими загарбниками у Великій Вітчизняній війні 1941-1945 років, генералу армії Лященку Миколі Григоровичу присвоєно звання Героя Радянського Союзу з врученням ордена Леніна і медалі «Золота Зірка».
З травня 1992 року — у відставці в Москві.
Помер 10 жовтня 2000 року в Москві. Похований на Кунцевському цвинтарі.

## Військові звання
- Полковник (1942)
- Генерал-майор (3.04.1944)
- Генерал-лейтенант (3.08.1953)
- Генерал-полковник (9.05.1961)
- Генерал армії (19.02.1968)

## Нагороди
- Герой Радянського Союзу (4.10.1990)
- п'ять орденів Леніна (22.06.1944; 26.10.1955; 22.02.1968; 21.02.1978; 4.10.1990)
- орден Жовтневої Революції (4.05.1972)
- чотири ордени Червоного Прапора (2.03.1938; 1.10.1944; 2.06.1945; 15.11.1950)
- орден Суворова ІІ ступеня (21.02.1944)
- орден Кутузова ІІ ступеня (10.04.1945)
- орден Вітчизняної війни I ступеня (11.03.1985)
- три ордени Червоної Зірки (16.08.1936; 17.03.1942; 3.11.1944)
- орден «За службу Батьківщині в Збройних Силах СРСР» II ступеня
- орден «За службу Батьківщині в Збройних Силах СРСР» III ступеня (30.04.1975)
- орден Жукова (Російська Федерація, 25.04.1995)
- орден «Легіон Пошани» (США, 26.06.1944)
- орден «Відродження Польщі» (Польща)
- орден «Хрест Грюнвальда» (Польща)
- медалі
- Почесний громадянин міст Грейфсвальд (Німеччина), Цеханув (Польща), Кіровськ (Ленінградська область)